# دايفيد كيرك
دايفيد كيرك (بالإنجليزية: David Kirk)‏ هو لاعب اتحاد الرغبي نيوزيلندي، ولد في 5 أكتوبر 1960 في ويلينغتون في نيوزيلندا.

## وصلات خارجية
- دايفيد كيرك عل موقع إسبنسكروم (الإنجليزية)